# 西村茂樹

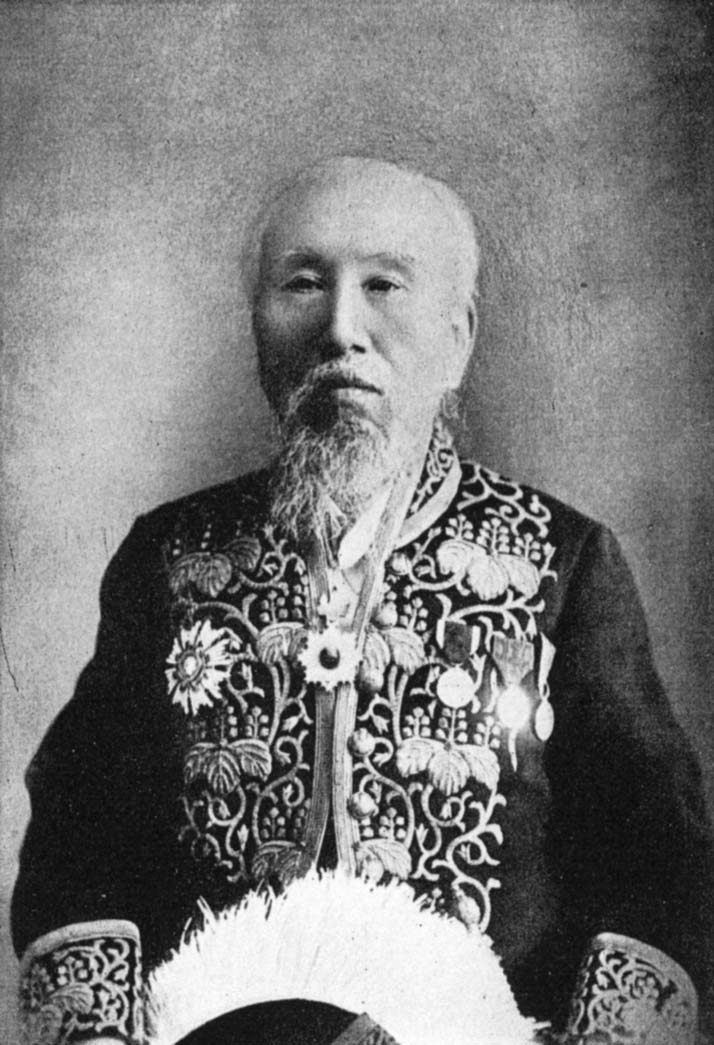
西村茂樹

西村茂樹（1828年4月26日（文政十一年三月十三—1902年（明治三十五年）8月18日）) 是日本明治時期的儒學道德家、唯心論者。出身於下總國佐倉藩的藩士之家。主要作品《日本道德論》、《国家道德論》《自識錄》、《婦女鑑》、《万国史略》等。

## 外部連結
- . kotobank （日语）.